# 佳人之奇遇
佳人之奇遇（かじんのきぐう）は、東海散士（柴四朗）の政治小説。初編は1885年（明治18年）に刊行され、その後1888年までに四編まで刊行された。その後、国会開設後の1891年に五編が、日清戦争後の1897年に六編から八編まで刊行された。全16巻（未完）。

## 内容
アメリカに渡った会津の遺臣・東海散士と、フィラデルフィアの独立閣でのアイルランドの美女紅蓮（コーレン）、スペインの貴女幽蘭（ユーラン）との出会いに端を発し、後に中国・明朝の遺臣も加わる。いずれも亡国の憂いを抱き、権利の回復運動に進もうとするかれらの交情が描かれる。なお、同話ではハンガリーのコシュートが亡国の代表として各編に登場する。
東アジア経営に関する意見、世界の地誌、世界史への注釈などが加わり、前半では小国が大国に依存した状態では民族的解放ができないこと、小国の国民は国を守る気力を持たなければならないこと、小国同士が手を取り合って協力すべきであると説かれている。
後半では、作者自身が随行した谷干城のヨーロッパ視察旅行時の体験が混ざり、また金玉均との交友から朝鮮半島をめぐる議論や日清戦争後の三国干渉をめぐる議論が作品の主軸を占めるようになり、佳人の面影は作品からは遠ざかっていく。

## 翻訳
- 梁啓超は『佳人奇遇』と題して、日本亡命中の1898年に横浜で発刊した『清議報』の創刊号より中国語（文語）訳を連載。
- ファン・チュー・チンは、ベトナム語の韻文に翻訳した『Giai Nhân Kỳ Ngộ Diễn Ca』（佳人奇遇演歌）をクオック・グーで記し、1926年に公刊。

## 書誌情報
岩波書店刊『新日本古典文学大系 明治編17 政治小説集2』2006年（ISBN 4-00-240217-7）に収録。